# Rachel Kramer
Rachel Kramer (Rotterdam, 9 augustus 1980) is een Nederlandse zangeres.
Kramer werd in 2001 bekend bij het grote publiek door het programma Starmaker, waarna ze deel uitmaakte van de groep K-otic die uit het programma voortkwam. Nadat de groep werd ontbonden, probeerde Kramer een solocarrière op te bouwen.

## Levensloop en carrière

### Jeugd en opleiding
Op haar vijftiende begon ze met zanglessen en een jaar later begon ze aan een opleiding op de Academie voor Lichte Muziek in Hilversum. In 1997 bracht Kramer een eerste solo-album uit, Do U Wanna Fly, A-ha?. Het album kreeg voornamelijk in Japan bescheiden bekendheid.
Kramer deed podiumervaring op als zangeres bij diverse livebandjes, waaronder Cash on Delivery – ter vervanging van Ilse DeLange – en de country- en coverband Runaway Train – met welke ze bijna twee jaar lang toerde met de show The Devil Went Down to Georgia. Daarnaast deed ze in 2000 auditie voor het programma Alles voor de Band voor een plaats in de band Follow That Dream; ze kwam uiteindelijk niet verder dan de laatste tien en werd geen lid van de band.

### Starmakeren K-otic
In 2001 besloot Kramer mee te doen met Starmaker. Met haar vertolking van That's the Way It Is van Céline Dion kwam ze door de audities en scoorde ze met de elf andere geselecteerde kandidaten een hit met Damn (I think I love you). Na drie maanden verbleven te hebben op de Starmaker-campus, waar ze diverse workshops volgde, werd Kramer een van de zeven leden van K-otic. De band werd een groot succes, met een uitverkochte concertreeks (No Perfect World Tour), diverse hitsingles en het succesvolle album Bulletproof. Na het vertrek van Sita Vermeulen ging K-otic met de overgebleven zes leden verder. De groep bracht een tweede album uit, Indestructible, maar wist het succes van het eerste album niet meer te evenaren. Op 19 december 2002 werd dan ook het einde van de groep aangekondigd; 26 januari 2003 werd het afscheidsconcert gegeven. Bovendien ambieerden de meeste groepsleden een solocarrière en ook Kramer wilde graag een soloplaat maken.
Omdat K-otic voor haar een grote leerschool is geweest, zegt Rachel Kramer nog steeds met veel voldoening terug te kijken naar die tijd. In korte tijd heeft ze de kneepjes van het vak geleerd en vele hoogtepunten beleefd – waaronder een optreden in Ahoy' met Lionel Richie. Naar eigen zeggen is ze door haar deelname aan Starmaker veel losser en zelfverzekerder op een podium. De breuk leverde Kramer nieuwe kansen op, vooral omdat ze in de band het idee had dat ze niet volledig heeft kunnen laten zien wat ze in haar mars heeft. Ze tekende een platencontract bij BMG/Zomba, met de bedoeling een debuutalbum als soloartiest uit te brengen. Ze begint samen met Oscar Holleman met het schrijven van eigen nummers en gaat de studio in met producer René Merkelbach, die eerder werkte met K-otic en Krezip. In 2003 bracht ze een eerste solosingle uit – We're Gonna Get Wild – dat tevens als titelsong voor de film Pista! werd gebruikt, maar ondanks goede kritieken bleef het succes uit. Hoewel ze zegt voor platenmaatschappijen een risicovolle artiest te zijn omdat ze door haar verleden bij K-otic een bepaald imago heeft. Toch zegt ze nergens spijt van te hebben.
Naast enkele kleine presentatieklussen, bleef ze echter wel actief als zangeres. Ze maakte deel uit van de coverband Shaky Ground en in 2005 deed Kramer samen met Willem Bijkerk mee aan het Nationaal Songfestival, de Nederlandse voorrondes voor het Eurovisiesongfestival. In eerste instantie zou worden gekozen voor het Engelstalige nummer Lovers Fight Delight, maar later werd besloten Leven als een beest in te sturen. Het duo Rachel & Willem kwam echter niet verder dan de voorrondes. Ook was ze nog te zien in het Talpa-programma In de huid van..., waar ze met Can't Fight the Moonlight van LeAnn Rimes de halve finale haalde. Begin 2008 werd het debuutalbum van het danceproject Aspen uitgebracht. Kramer verzorgde de zangpartijen bij de nummers geproduceerd door Noculan Music, het team achter onder andere Dance Nation. In datzelfde jaar werd Kramer kort herenigd met twee andere oud-leden van K-otic, Bouchra Tjon Pong Fong en Anna Speller. Onder de naam Bliss doken ze de studio in om een aantal nummers op te nemen. Ook deed Kramer studiowerk met The Future Presidents en Evil Activities. Tevens is Kramer verantwoordelijk voor de vocalen van de titelsong voor de Net5-serie Verborgen Gebreken. Ondertussen had ze enkele aanbiedingen gekregen om een Nederlandstalige plaat te maken, maar die mogelijkheden liet ze schieten: ze wilde niet een richting op gaan waar ze niet volledig achter kon staan. Naar eigen zeggen had ze op dat moment genoeg materiaal geschreven voor een album, maar was geen enkele platenmaatschappij geïnteresseerd.

### X Factor
In 2008 besloot Kramer zich opnieuw in te schrijven voor een talentenjacht op televisie – ditmaal X Factor – omdat ze nog altijd graag solo wilde doorbreken. Hoewel de jury zich in eerste instantie nogal terughoudend opstelde, omdat Kramer al een carrière achter de rug heeft met K-otic, besloten ze om haar toch een kans te geven in het programma. Zelf zegt ze, ondanks haar podiumervaring, niet het idee te hebben een stapje voor te hebben gehad op de andere kandidaten – ze verwijst hierbij specifiek naar het presteren in een liveshow als soloartiest. Ze complimenteerden haar met het lef dat ze toonde om zich opnieuw zo kwetsbaar op te stellen. Kramer raakte met gemak door de rondes op de X Campus en de Jury Visit, om vervolgens aan te treden in de liveshows. Ze werd gecoacht door Angela Groothuizen in de categorie 26+. Kramer zegt dat de samenwerking haar opnieuw heeft doen inzien dat ze moet blijven vechten voor haar droom, omdat muziek haar passie is en ze daar de rest van haar leven mee bezig wil zijn. Tijdens haar deelname aan X Factor verscheen Kramer ter promotie in tal van andere programma's, waaronder RTL Boulevard en Life & Cooking. Daarnaast verzorgde ze enkele gastoptredens met medekandidaten, onder andere op het 538-podium op het Museumplein in Amsterdam tijdens Koninginnedag 2009 en als voorprogramma van Beyoncé tijdens haar concert in Ahoy op 2 mei 2009. Tijdens de halve finale van X Factor werd Kramer door Gordon uitgenodigd voor een gastoptreden tijdens de concerten van de Toppers op 12 en 13 juni 2009.
Uiteindelijk werd Kramer met 31% van de stemmen tweede, achter Lisa Hordijk. Kramer zegt altijd voor de winst te zijn gegaan, maar wist dat het moeilijk zou worden. Ondanks haar tweede plaats zegt ze van elk moment genoten te hebben en nu zeker te weten dat ze in de muziekscene thuishoort. Ze zegt dat Lisa ook haar grote favoriet voor de overwinning was, hoewel ze na het afvallen van Jamal wel besefte dat er ook een kans was dat ze zelf zou winnen. Kramer haalde de finale en kreeg ze de kans om een eerste single op te nemen. Hoewel coach Angela Groothuizen het nummer niet kende, stemde ze toch toe dat What Hurts the Most van Rascal Flatts Kramers eerste single zou worden. Kramer gaf aan dat de keuze voor een cover redelijk voor de hand lag, omdat zij de enige was van de finalisten die enige ervaring had met tekstschrijven. Kramers versie werd geproduceerd door Tjeerd Oosterhuis. Kramer zegt wel te hebben getwijfeld om voor een eigen nummer te kiezen, ook omdat ze een eigen nummer had klaarliggen. Uiteindelijk werd besloten een cover te brengen, ook om het eerlijk te houden tegenover Hordijk en Jamal Bijnoe. Kramer gaf wel aan dat het nummer zeker op haar album zal komen te staan.
Na afloop van X Factor gingen Kramer en Hordijk samen op tournee door Nederland.

### Eerste album
Eind juni 2009 maakte Kramer bekend dat haar eerste officiële solosingle niet lang meer op zich zou laten wachten. Hoewel Sony BMG geïnteresseerd was in zowel de winnaar als de runner-up van het tweede X Factor-seizoen en met hen in onderhandeling was, is het lang onduidelijk gebleven of Kramer een contract had getekend. In oktober werd echter duidelijk dat Sony BMG niet met Rachel in zee wilde. Volgens Kramer zag de platenmaatschappij geen toekomst in haar, maar eigenlijk heeft ze nooit een echte reden gehoord. Vervolgens werd begonnen met een zoektocht naar een andere platenmaatschappij; uiteindelijk bleek Red Bullet geïnteresseerd. Tevens liet ze weten iets te voorbarig te zijn geweest met het aankondigen van haar eerste single, maar verzekerde haar fans dat er nu echt een single aan zat te komen. Angela Groothuizen was vanaf het einde van X Factor betrokken bij het proces. Het is onbekend of Groothuizen nog steeds samenwerkt met de zangeres.
Kramer schreef zelf songs voor het album, samen met onder meer Oscar Holleman. In september 2009 liet ze weten samen met Holleman in de studio te zijn geweest voor opnames. In die periode dook er een nieuwe opname van Kramer op, namelijk Very Last Moment in Time, een nummer dat oorspronkelijk werd ingezongen door Sarah De Koster en later werd gecoverd door Lindsay Lohan. Er werd gedacht dat dit Kramers nieuwe single zou worden, maar Kramer liet uiteindelijk weten haar fans via haar Officiële Hyves-pagina de mogelijkheid geven om uit drie nummers haar nieuwe single te kiezen; 'Cause I... (Complete You) (een nummer dat ze al eerder had opgenomen), Very Last Moment in Time en Rocked You When I Loved You (Didn't I). Na afloop van de stemming zou de verschijningsdatum van de single en videoclip bekend worden gemaakt. Volgens Kramer was bij de drie mogelijke eerste singles bewust gekozen voor rustige nummers, omdat dit naar eigen zeggen het dichtste bij haar stond. Haar album zou zeker ook uptempo nummers gaan bevatten.
Op 1 december maakte Kramer bekend dat na overleg met Red Bullet was gekozen voor 'Cause I... (Complete You) als eerste single en dat deze nog in 2009 zou moeten uitkomen. De videoclip werd opgenomen tussen 7 en 15 december 2009 op het eiland Jersey. Op 7 januari werd de videoclip op YouTube vrijgegeven door Kramer zelf, nadat ze eerder al een reeks foto's van de opnames op haar Hyves-pagina had geplaatst. De single werd officieel uitgebracht op 29 januari, een maand later dan verwacht. Tijdens de backstageshow van het derde seizoen van X Factor op 16 april maakte Kramer de titel van haar tweede single bekend. Het gaat om Shark in the Water, een nummer dat oorspronkelijk werd uitgebracht door de Britse zangeres VV Brown. Oorspronkelijk zou de single op 25 mei worden uitgebracht, maar dit werd om onduidelijke redenen verschoven naar 10 juni. Haar volledige album werd oorspronkelijk verwacht in maart 2010, maar is tot op heden niet verschenen. Tijdens een besloten optreden dat Kramer gaf voor fans die 'Cause I via iTunes kochten, zong ze een tiental nummers die mogelijk op het album zullen verschijnen.

### Latere carrière
In november 2010 deelde ze mee Red Bullet te hebben verlaten en ook gestopt te zijn met zingen in de coverband Shaky Ground. Kramer richtte in 2011 een eigen band op, genaamd M-Bush. Het was de bedoeling dat deze coverband haar ook bij het vervolg van haar solocarrière zou gaan begeleiden, maar in 2012 of 2013 stapte ze uit de band. In 2013 bracht ze de single Dr. Dancefloor uit bij het Duitse Andorfine Records, dat echter geen hit werd.
Kramer geeft naast naar bezigheden als zangeres regelmatig zangles en workshops op Popschool Ommoord in Rotterdam. In 2016 nam ze de deel aan het zevende seizoen van The voice of Holland. Hierbij werd zij in de battles uitgeschakeld door Katell.

## Privéleven
Kramer heeft een relatie met een musicus. Samen kregen ze een dochter.
Ze is een kleindochter van zanger en tekstschrijver Cock van der Palm.

## Discografie
| - 1997 - Do U Wanna Fly, A-ha? - 2001 - Bulletproof – met K-otic - 2002 - Indestructible – met K-otic - 2008 - Aspen Calling – met Aspen - 2011 - TBA - 2018 - Home - 2001 - Damn (I think I love you) – met K-otic als Starmaker - 2001 - I Can't Explain – met K-otic - 2001 - I Really Don't Think So – met K-otic - 2001 - I Was Made To Love You – met K-otic - 2001 - No Perfect World – met K-otic - 2002 - Falling' – met K-otic - 2002 - I Surrender – met K-otic - 2002 - Tears Won't Dry – met K-otic - 2003 - We're Gonna Get Wild - Soundtrack Pista! - 2009 - What Hurts the Most, cover van Rascal Flatts – single X Factor - 2010 - 'Cause I... (Complete You) - 2010 - Shark in the Water, cover van VV Brown - 2011 - The Time Is Now, feateringartist met G-Lontra - 2012 - Rebourne, met Zany en Toneshifterz | - 'Cause I... (Complete You) - Je maakt me beter dan ik ben - Can I - The Tyranny of Life - Have a Chance... (Romance) - The Haunting - 2005 - Leven als een beest, voor Nationaal Songfestival 2005 – met Waylon - 2009 - Very Last Moment in Time - 2009 - Rocked You When I Loved You (Didn't I) - 2001 - Live and More (dvd + cd) - 2009 - Toppers in Concert 2009 (als special guest) |